# Daruszentmiklós
Daruszentmiklós è un comune dell'Ungheria di 1.469 abitanti (dati 2001). È situato nella contea di Fejér.